# Catasticta teutila flavifaciata
Catasticta teutila subsp. flavifaciata es una mariposa de la familia Pieridae.

## Descripción
El ala anterior el margen costal ligeramente curvo, ápice redondo, margen distal o externo ligeramente curvo, y margen anal casi recto. Las alas posteriores son ovaladas dado que su margen costal es convexo, al igual que el distal (ligeramente ondulado), torno en ángulo aproximadamente 90° y margen anal curvo. En las alas anteriores y posteriores tienen una banda delgada en la región media o discal de color blanco, esta se interrumpen por las venas que son de color negro. En las alas anteriores en su vista dorsal presenta lúnulas blancas muy delgadas en la región marginal, y siete manchas ovaladas de color blanco. Las alas posteriores presentan manchas triangulares de color blanco en la región marginal. Antenas, cabeza, tórax y abdomen son de color negro. Las alas anteriores y posteriores son de color negro claro, las alas anteriores se repite la banda en la región discal o media; presenta manchas submarginales de color blanco y manchas amarillas a blanco en la región marginal. En la región postdiscal entre las venas R3+4 y R2 se aprecia una mancha blanca y otra del mismo color entre venas R3+4 y M1.  Las alas posteriores en la región marginal presentan manchas blancas triangulares con amarillo que se alargan hasta la región submarginal. En la región postdiscal presenta manchas convexas hacia la cédula discal y cóncavas hacia el margen externo; hacia la punta en lado convexo con manchas amarillas y escamas negras intervenales. En la región mediana o discal la banda presenta banda blanca con puntos amarillos que son intermitentes y se extienden hacia la región basal. La cabeza y tórax son de color negro en su vista ventral y el abdomen blanco. La especie típica las manchas son de color anaranjado, en esta subespecie son amarillas.

## Distribución
Sur de México, Oaxaca (Sierra de Juárez y Sierra Mazateca).

## Hábitat
En un estudio sobre distribución altitudinal y varios tipos de vegetación en la Sierra Mazateca Oaxaca, se reporta esta especie a una altitud de 1718 m s. n. m. en San Juan Coatzospam, donde el tipo de vegetación es el Bosque mesófilo de montaña. Por otra parte en la Sierra de Juárez, Oaxaca la reporta en Cerro pelón, La esperanza, y Metates, Villa hermosa,  Oaxaca.  De acuerdo con estos registros la localidad más baja donde se le ha reportado es en Metates a los 900 m s. n. m. y la localidad más alta es Cerro Pelón a los 2800 m s. n. m. Las localidades intermedias a los 1718-1750 que corresponden a Loma de la Plaza  (san Juan Coatzóspam) y La esperanza con bosque mesófilo de montaña.

## Estado de conservación
No está enlistada en la NOM-059, ni tampoco evaluada por la UICN. Sin embargo se conocen pocos registros de esta subespecie en México por su rareza y solo encontrarse en Oaxaca.